# Myxillidae
Myxillidae (лат.) — семейство морских губок из отряда Poecilosclerida класса обыкновенных губок (Demospongiae). Известны только современные представители семейства.

## Роды
По состоянию на август 2023 года признаны следующие 10 родов:
- Arhythmata Santín, Uriz, Cristobo, Xavier & Ríos, 2021
- Damiriopsis Burton, 1928
- Ectyonopsis Carter, 1883
- Hanstoreia Santín, Uriz, Cristobo, Xavier & Ríos, 2021
- Hymenancora Lundbeck, 1910
- Melonanchora Carter, 1874
- Myxilla Schmidt, 1862
- Plocamiancora Topsent, 1927
- Psammochela Dendy, 1916
- Stelodoryx Topsent, 1904